# Cantó de Landivy
El cantó de Landivy és un cantó francès del departament del Mayenne, situat al districte de Mayenne. Té 9 municipis i el cap és Landivy.

## Municipis
- Désertines
- La Dorée
- Fougerolles-du-Plessis
- Landivy
- Montaudin
- Pontmain
- Saint-Berthevin-la-Tannière
- Saint-Ellier-du-Maine
- Saint-Mars-sur-la-Futaie

## Història
| Data d'elecció                           | Identitat               | Partit                     | Qualitat |
| ---------------------------------------- | ----------------------- | -------------------------- | -------- |
| 1945-1961                                | M. Terrasson de Sénevas | Divers droite              |          |
| 1961-1972                                | Jules Linais            | MRP, després UDR           |          |
| 1972-1998                                | Roger Lestas            | Divers droite, després UDF |          |
| 1998-                                    | Jean-Pierre Dupuis      | Divers droite              |          |
| les dades anteriors no són pas conegudes |                         |                            |          |
|                                          |                         |                            |          |

## Demografia
| A partir de 1990: Població sense dobles comptes |